# Max Emmerich
Max Philip Emmerich (* 1. Juni 1879 in Indianapolis; † 29. Juni 1956 ebenda) war ein US-amerikanischer Leichtathlet und Teilnehmer der Olympischen Spiele 1904 in St. Louis.
Er gewann die Goldmedaille in einem Dreikampf, der ausschließlich 1904 olympisch war und aus den Disziplinen 100-Yards-Lauf, Weitsprung und Kugelstoßen bestand. Darüber hinaus belegte er Platz 100 (unter 110 Teilnehmern) eines turnerischen Dreikampfs (Reck, Barren und Pferd); in der Gesamtwertung beider Dreikämpfe erreichte er Platz 67.
Auch zu einem weiteren leichtathletischen Mehrkampf, der die Disziplinen 100-Yards-Lauf, Kugelstoßen, Hochsprung, 880 Yards Gehen, Hammerwurf, Stabhochsprung, 120 Yards Hürden, Gewichtwurf, Weitsprung und Meilenlauf umfasste und als Vorläufer des späteren Zehnkampfs gelten kann, trat Emmerich an, gab aber schon nach der ersten Disziplin auf.
Max Emmerich arbeitete für die Capitol National Bank in Indianapolis. Im Jahr 1909 verschwand er, woraufhin Vertreter der Bank Nachforschungen anstellten und herausfanden, dass er Geld unterschlagen hatte. Eine eingeschaltete Detektei machte ihn in Jacksonville, Florida ausfindig, von wo aus er sich nach Südamerika hatte absetzen wollen. Emmerich, sein Olympia-Kollege Harry Prinzler und eine weitere Person wurden wegen Veruntreuung von 40.000 Dollar zu je fünf Jahren Gefängnis verurteilt. Nach seiner Entlassung im Jahr 1913 kehrte er in die Buchhaltung zurück.